# خانه مرتضوی
خانه مرتضوی مربوط به دوره قاجاریه است. این خانه در کاشان، خیابان علوی، جنب زیارت سلطان امیر احمد واقع شده و در تاریخ ۲۴ اسفند ۱۳۸۳ با شمارهٔ ثبت ۱۱۵۷۶ به‌عنوان یکی از آثار ملی ایران به ثبت رسیده‌است.